# Diradops bionica
Diradops bionica là một loài tò vò trong họ Ichneumonidae.